# Multi Millionaire
«Multi Millionaire» — песня, записанная американским рэпером Lil Pump при участии Lil Uzi Vert со второго студийного альбома Harverd Dropout. Она была выпущена 5 октября 2018 года и была спродюсирована Danny Wolf, который также продюсировал «Flex Like Ouu». Также песню продюсировали Hanzo и Dilip.

## Предыстория
Сингл вошёл во второй студийный альбом Лил Пампа Harverd Dropout, в качестве семпла использовался трек Gucci Mane «Multi Millionaire LaFlare» (2016). Сингл является второй совместно работой Lil Pump и Lil Uzi Vert после «Bankteller» с участием 03 Greedo и Smokepurpp. HotNewHipHop описал песню как «безумный инструментальный синтезатор, с размышлением об огромном материальном богатстве».

## Композиция
В песне представлены «тяжелые барабаны» с мелодией «электро-лазер» и фирменным односложным повторением Пампа. Часть Узи Верта начинается после второго хука. Consequence Of Sound описал песню как «два MC, хвастающиеся любовницами, расположенными по всему миру, дорогими грузами наркотиков и еще более дорогими поездками».

## Чарты
| Чарт (2018)                                 | Высшая позиция |
| ------------------------------------------- | -------------- |
| Канада (Billboard Canadian Hot 100)         | 99             |
| Греция International Digital Singles (IFPI) | 71             |
| Новая Зеландия Hot Singles (RMNZ)           | 28             |